# Sommerfeltia
Sommerfeltia là một chi thực vật có hoa trong họ Cúc (Asteraceae).

## Loài
Chi Sommerfeltia gồm các loài: